# Check Point (película)
Check Point es una película estadounidense de acción, bélica y suspenso de 2017, dirigida por Thomas J. Churchill, que a su vez la escribió junto a AJ Perez, en la fotografía estuvo Gabriel Gely y los protagonistas son Kenny Johnson, Bill Goldberg y William Forsythe, entre otros. El filme fue realizado por Chasing Butterflies, Church Hill Productions y Apothecary Entertainment; se estrenó el 7 de marzo de 2017.

## Sinopsis
Un vagabundo se entera de que hay planes para invadir Estados Unidos. Le comunica lo que sabe al sheriff, este rechaza sus reclamos y lo arresta por merodear. Cuando el alguacil se entera de las raras interacciones de las personas de otras ciudades, empieza a investigar y se da cuenta de que una célula dormida, está entre la población de esta pequeña ciudad.